# Onthophagus obscurior
Onthophagus obscurior là một loài bọ cánh cứng trong họ Bọ hung (Scarabaeidae).